# ウハウハ競馬
『ウハウハ競馬』（ウハウハけいば）とはチバテレビ、テレ玉で2005年4月2日から2007年12月22日まで放送されていた中央競馬に関するテレビ番組である。チバテレビ、テレ玉の共同制作である。競馬情報誌『馬券ブレイク!』の一社提供。

## 概要
主に前週日曜日のメインレース回顧と、日曜日のメインレース予想を行う。

## 放送時間
チバテレビ、テレ玉共に毎週土曜日 23:30 - 23:45（高校野球開催時などは、放送時間が変更される場合がある）

## 出演者

### 司会
- 我山亜希子

### 解説
- 坂井千明（元JRA騎手）
- 鈴木和幸

## コーナー
- 鈴木和幸の追い切り特報
- 坂井千明のトレセン注目

## 番組内BGM
Jessica - オールマン・ブラザーズ・バンド

## 後継番組
- ケイバdeブレイク!→週刊UMAJIN（2008年4月5日〜2010年3月27日、BSフジ）

| チバテレビ・テレ玉共同制作の番組 土曜23:30〜23:45          | チバテレビ・テレ玉共同制作の番組 土曜23:30〜23:45 | チバテレビ・テレ玉共同制作の番組 土曜23:30〜23:45              |
| 前番組                                                     | 番組名                                            | 次番組                                                         |
| ---------------------------------------------------------- | ------------------------------------------------- | -------------------------------------------------------------- |
| 中央競馬新聞情報やじ馬競馬 （1994年1月5日〜2005年3月26日） | ウハウハ競馬 （2005年4月2日〜2007年12月22日）     | ザ・ゾクフー24時 （2008年3月1日〜5月3日） ※テレ玉は3月29日まで |